# تپه آق‌تپه
تپه اق تپه در شهرستان همدان، بخش شراء، دهستان جیحون دشت، روستای دیزج واقع شده و این اثر در تاریخ ۱۸ اسفند ۱۳۸۷ با شمارهٔ ثبت ۲۵۱۵۰ به‌عنوان یکی از آثار ملی ایران به ثبت رسیده است.